# Mutantes (Féminisme Porno Punk)
Pour plus de détails, voir Fiche technique et Distribution.
Mutantes (Féminisme Porno Punk) est un documentaire de Virginie Despentes, diffusé le 21 décembre 2009 sur la chaine Pink TV, puis édité en DVD en 2010, chez Blaq Out.

## Synopsis
Une série d'entretiens internationaux (États-Unis, France, Espagne) avec des intellectuelles, écrivaines, théoriciennes, militantes queer sur le féminisme pro-sexe et la postpornographie. L'ensemble des propos est illustré par des images d'archives centrées sur l'action politique des travailleuses du sexe et par la captation de performances artistiques.

## Liste des intervenantes
| Norma Jean Almodovar | États-Unis                   |
| Maria Beatty         | États-Unis                   |
| Lynnee Breedlove     | États-Unis                   |
| Catherine Breillat   | France                       |
| Siobhan Brooks       | États-Unis                   |
| Sondra Goodwin       | Suisse ; États-Unis          |
| Scarlot Harlot       | États-Unis                   |
| Maria Llopis         | Espagne                      |
| Lydia Lunch          | États-Unis                   |
| Post_op              | Espagne                      |
| Beatriz Preciado     | Espagne                      |
| Carol Queen          | États-Unis                   |
| Quimera Rosa         | France ; Argentine ; Espagne |
| Nina Roberts         | France                       |
| Candida Royalle      | États-Unis                   |
| Annie Sprinkle       | États-Unis                   |
| Jackie Strano        | États-Unis                   |
| Michelle Tea         | États-Unis                   |
| Coralie Trinh Thi    | France                       |
| Betony Vernon        | Italie ; France              |
| Del LaGrace Volcano  | Royaume-Uni ; Suède          |
| Linda Williams       | États-Unis                   |
| Madison Young        | États-Unis                   |
| Itziar Ziga          | Espagne                      |

## Fiche technique
- Réalisation : Virginie Despentes
- Distribution : Blaq Out
- Pays d’origine :  France
- Langue : français, anglais, espagnol
- Genre : documentaire
- Durée : 90 minutes
- Date de diffusion : 21 décembre 2009

## Critiques
- « Incontestable réussite, le film de Despentes est excitant. Personnel, jouissif, salvateur, il se regarde un peu comme le pendant audiovisuel de King Kong Théorie l’essai écrit pour "toutes les moches et les exclues du marché à la bonne meuf" qui interrogeait déjà le féminisme, la prostitution et le genre » dans les Inrockuptibles.
- « Document de référence, manifeste, hommage, outil de réflexion...? Le documentaire Mutantes de Virginie Despentes est dans tous les cas unique et nécessaire. Unique car pour la première fois il rassemble les pionnières du post-porn (interviews et documents d'archives), nécessaire par son discours. Les néophytes y découvriront le féminisme pro-sexe, les autres pourront y voir les développements à venir... Nul doute qu'il sera une grande source d'inspiration! », sur Hors-circuits.com[3].
- « Le film est un grand chant d’amour aux courants alternatifs trop souvent ignorés des médias »  sur Journal Ventilo.fr[4].

## Commentaires
- Le film est interdit aux moins de 16 ans[2].

## Édition
- Mutantes (Féminisme Porno Punk), Blaq Out, 2010.